# Holger Danske

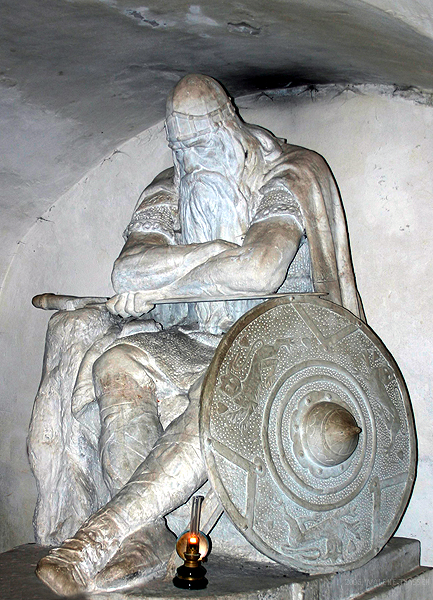
Estátua da autoria de H.P. Pedersen, representando Holger Danske, no castelo de Kronborg, em Helsingor, na Dinamarca

Holger Danske, ou Holger, o dinamarquês, é um herói lendário da Dinamarca. A primeira referência que temos sobre a sua existência aparece em antigos poemas franceses, de meados do século XI.
De acordo com a lenda, era filho de Godofredo, rei da Dinamarca. O seu filho foi morto por Carlos, o Jovem, filho de Carlos Magno; em busca de vingança, procurou-o e matou-o. Só por pouco o impediram de matar o próprio Carlos Magno. Resistiu a Carlos Magno durante sete anos, mas fez a paz para lutar ao lado dele contra os sarracenos. Durante essa batalha matou o gigante Brehus. 
Este conto pode ter algo de histórico, uma vez que fontes dinamarquesas indicam que por volta do ano 800, no auge do império de Carlos Magno, um rei dinamarquês chamado Godofredo empreendeu com sucesso uma guerra contra a expansão dos francos para a Frísia e para Schleswig durante longos anos. Após um impasse prolongado, a paz foi declarada entre ambos.
Tal como Frederico Barba Ruiva e o Rei Artur, na lenda dinamarquesa Holger torna-se um rei na montanha; diz-se que mora no castelo de Kronborg, com a sua barba crescida até ao chão, dormindo lá até quando a Dinamarca se encontrar em perigo de morte. Nessa altura, ele levantar-se-á e libertará o país.
Nas catacumbas que se encontram sob o castelo de Kronborg, em Helsingor, existe uma estátua representando Holger Danske. A tradição diz que a estátua ganhará vida quando a Dinamarca se encontrar em grande perigo e o Holger Danske salvará a nação.
O escritor dinamarquês Hans Christian Andersen escreveu um conto infantil sobre esta lenda. 
O compositor Friedrich Ludwig Æmilius Kunzen compôs também uma ópera denominada Holger Danske, sobre este tema.

## Em França

Holger Danske num baralho francês.

Os baralhos de cartas franceses representam o Holger Danske no valete de espadas, em virtude da sua relação com Carlos Magno. Na imagem, é possível identificar o nome Hogier, pelo qual o Holger Danske é conhecido naquele país. Por vezes, é também designado por Ogier. Ambas as designações são derivadas dos poemas franceses ancestrais que o mencionam.

## Escultura e pintura

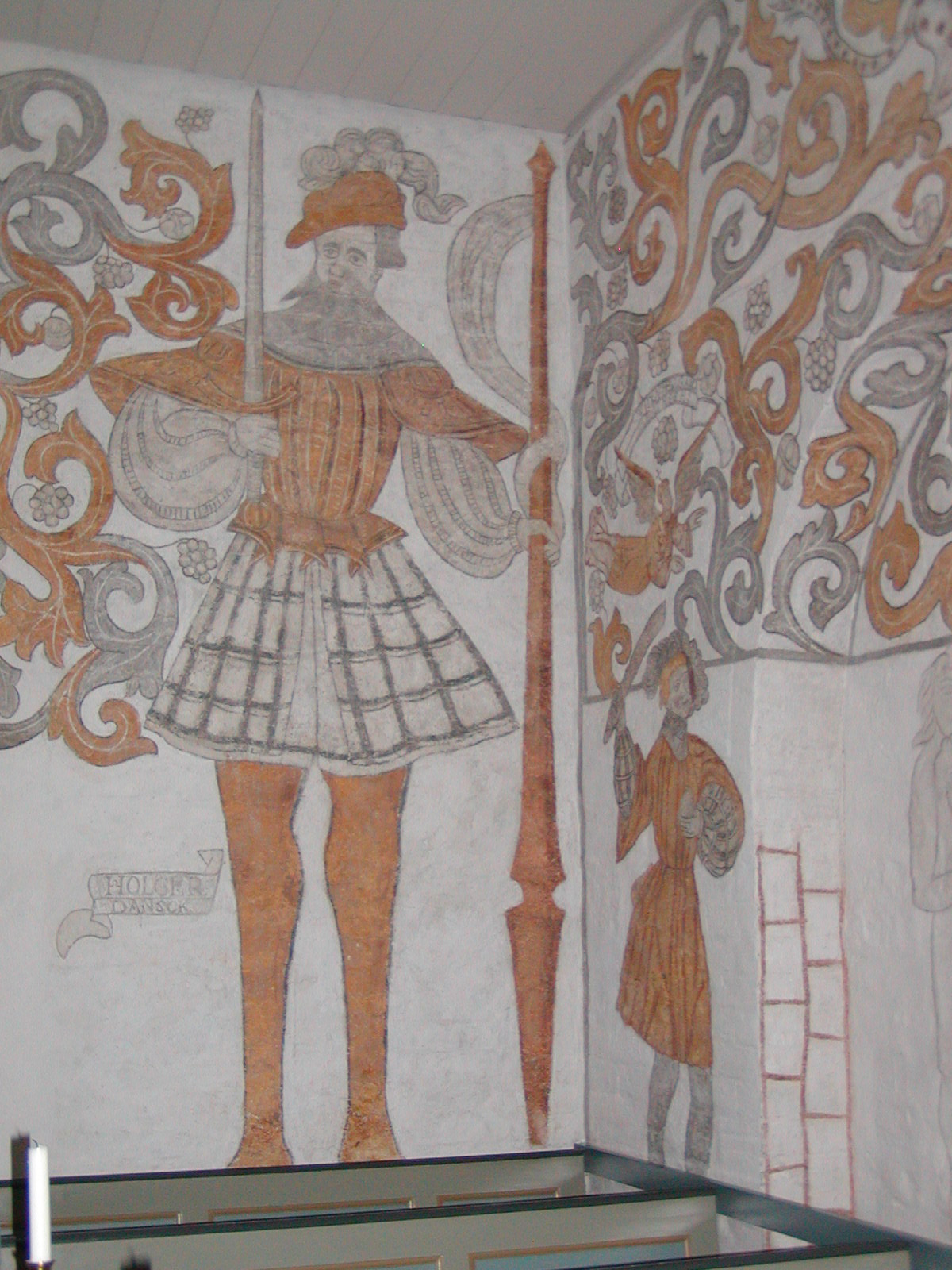
Fresco em Skævinge

Em 1907, o Hotel Marienlyst, em Helsingør, adquiriu uma estátua de bronze, representando o Holger Danske. O escultor Hans Pedersen fez, mais tarde, uma réplica em gesso desta estátua, que foi colocada nas catacumbas do castelo de Kronborg. Esta réplica tornou-se significativamente mais conhecida que a estátua original, ainda hoje presente junto ao hotel. Em 1985, por se encontrar em más condições resultantes da elevada humidade das catacumbas, foi substituída por uma réplica em betão, mais resistente.
Na igreja de Skævinge, na parte norte da Zelândia, existe um fresco representando o Holger Danske. Foi pintado no século XVI.